# علي السالم (مغني)
علي السالم (19 اغسطس 1986) مغني عراقي

## حياته الخاصة
ولد في الحلة وعاش فيها حتى تخرج من الدراسة الثانوية، وبعدها انتقل إلى بغداد لأكمال دراسته الجامعية فيها ومن بعدها انطلق في مشواره الفني من بغداد

### حياته الأسرية
تزوج عندما كان طالب في مدينة الحلة وبعدها انتقل إلى بغداد مع عائلته ولديه ابنتان فاطمة وسارة

## مشواره المهني
انطلاقته كانت عام 2010 من خلال أغنية تدور الدنيا يامغرور التي تم تسجيلها في بغداد بأستودويهات قناة MCP موسيقى التي اشتهرت وذاع صيتها في جميع أرجاء العراق والوطن العربي، ومن بعدها استمر في مشواره الفني حتى الآن وقدم العديد الاغاني العاطفية والوطنية. اشتهر بألوانه المتعددة من الأغاني مثل أغنية كومي ركصي، وأغنية «هسة يجي» وأغنية بداعتي، وغنى بلهجات مختلفة ولم يصبح روتيني فقد غنى باللهجة المصرية في الكثير من المهرجانات.

## إصدارات

### أغاني منفردة
- "تدور الدنيا يامغرور" - 2011
- «هسة يجي» - 2012
- "كومي ركصي" - 2014
- «سود سود» - 2014
- «أنت تشتاق» - 2015
- "بداعتي" - 2015
- "انذليت (مع محمد جمال)" - 2015
- «ماشوف بعيوني (مع قيصر عبد الجبار)» - 2016
- «احنا سباع (عمل وطني)» - 2016
- «على الون» - 2016
- «قلبي قاصة» - 2016
- «بعد ماكو حجاية» - 2016
- «وكت الدمع» - 2017
- «سودة علية» - 2017
- «خوية شصابنة (مع نور الزين)» - 2017
- «صدك راحو بعد (مع أسامة نمير)» - 2018
- «صفكولة بحركة» - 2018
- «غالي وغالي» - 2018
- «فاركني ابراحتك» - 2018
- «عطشانة» - 2018
- "مدمن بيك" - 2018
- «بعد ما راح اشوفك (مع الشاعر مهند العزاوي)» - 2018
- "خط احمر[17]" - 2020
- "احبك[18][19]" - 2021
- "يختلف" - 2021
- "جيوش" - 2021
- "يغاليتي" - 2022